# 歐思邦
，CH（1971年5月23日—），英國保守黨政治家，2001年至2017年任下議院塔頓（Tatton）選區議員。2010至2016年任卡梅倫內閣的財政大臣。
奥斯本曾在《每日电讯报》工作，后加入保守党中央研究部，任政治组的组长。1995年他成为农业、渔业和食品大臣道格拉斯·霍格的特别顾问，并在唐宁街10号，以及首相约翰·梅杰的1997年大选竞选团队工作，然后成为保守党领袖约翰·梅杰的继任者威廉·黑格的撰稿人兼政治秘书。
2001年，奥斯本当选为塔顿的国会议员，成为下议院中最年轻的保守党议员。他于2004年被保守党领袖迈克尔·霍华德任命为影子财政部首席秘书。2005年，他负责戴维·卡梅伦成功的竞选领袖运动。随后卡梅伦任命奥斯本为影子财政大臣，并在2010年大选后，保守党 - 自由民主党联合政府中任财政大臣。
作为财政大臣，奥斯本奉行旨在减少英国国债的财政紧缩政策。在保守党意外赢得2015年大选后，奥斯本在卡梅伦的第二届政府中留任财政大臣，并获得了第一国务大臣的额外头衔。在2016年脱欧公投和卡梅伦辞职后，奥斯本被新首相特蕾莎·梅解雇，回到了后座。
2017年3月，奥斯本獲《倫敦標準晚報》聘用為下一任編輯。2017年4月19日，奥斯本宣佈辭去下議院議席。

## 早年生活和教育
乔治·奥斯本生于伦敦帕丁顿，原名吉迪恩·奥利弗（Gideon Oliver），13岁时改名乔治。在2005年7月的一次采访中，奥斯本说：“这是我小小的反叛行为，我从来不喜欢它，当我终于告诉我母亲时，她说，‘我也是。’所以我决定以我祖父的名字为名，他是战争英雄。乔治这个名字更容易被人们记住；这是一个直截了当的名字。”奥斯本來自高門世族，家族是其中一支盎格魯-愛爾蘭古老貴族，在昔時的愛爾蘭屬於所謂的「新教優越階級」（Protestant Ascendancy）。他在家中四兄弟排行老大。其父第十七代奥斯本从男爵彼得·奥斯本爵士，共同创立了织物和壁纸设计师公司Osborne＆Little。奥斯本的母亲是Felicity Alexandra Loxton-Peacock，她是匈牙利画家Clarisse Loxton-Peacock的女儿。据说，奥斯本第一次对政治发生兴趣既得益于其经历过1956年匈牙利革命的母亲的讲述。
奥斯本在三所独立学校接受教育：Norland Place小学，圣保罗初中和圣保罗高中。1990年，他入读牛津大学莫德林学院，1993年，他获得了现代史二級甲等榮譽学士学位。当时同时也是布灵顿俱乐部的成员。他还在美国北卡罗来纳州的戴维森学院（Davidson College）就读了一个学期的迪安·腊斯克奖学金课程。
1993年，奥斯本打算从事新闻工作。他虽入围，但最终未能在《泰晤士报》实习计划获得一席之地；奥斯本还申请《经济学人》的工作，但在面试中被基德拉赫曼（Gideon Rachman）拒绝。最后，他不得不在屈就《每日电讯报》的彼得堡每日评论上做自由写手。一段时间后，他牛津时的朋友，记者乔治·布里奇斯（George Bridges），告诉奥斯本保守党中央党部有一个研究员职位的空缺。

## 早年政治事业
奥斯本于1994年加入保守党研究部，并成为其政治组的负责人。他的第一个任务是去布莱克浦，观摩1994年10月的工党年会。
1995年至1997年期间，他担任农业、渔业和食品大臣道格拉斯·霍格（在疯牛病危机期间）的特别顾问，并在唐宁街10号的政治办公室工作。1997年，奥斯本在大选前不久加入首相约翰·梅杰的竞选团队工作。大选结果保守党惨败，导致奥斯本再度考虑加入新闻界，一度有意成为《泰晤士报》的资深责任编辑，但最终未能如愿。
1997年至2001年，奥斯本为当时的保守党领袖威廉·黑格担任撰稿人和政治秘书。他的主要职责帮助黑格准备每周的首相问题环节，在事先的模拟中经常扮演首相托尼·布莱尔。在迈克尔·霍华德和戴维·卡梅伦两位党领袖任期内，他仍然留在首相答問環節团队。

## 国会议员
2001年6月当选为柴郡塔顿选区的国会议员，接替无党籍议员马丁·贝尔，马丁在1997年大选中击败了有争议的前保守党籍贸易和工业部负责公司事务的政务次官尼尔·汉密尔顿（现任英国独立党在威尔士议会的领袖），但坚持他的承诺，不在2001年大选中尋求连任。奥斯本赢得了8611张多数票，击败了工党候选人，成为（当时）在下议院最年轻的保守党议员。2005年大选中，他以11731人（得票率51.8％）的多数票再次当选，并在2010年进一步增加到14487票。

## 影子财政大臣

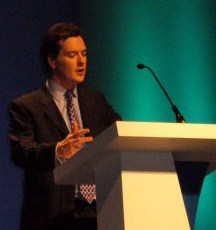
奥斯本在2006年曼切斯特的保守党春天论坛

2004年9月，奥斯本被迈克尔·霍华德任命为影子内阁的影子财政部首席秘书。在2005年大选之后，他33岁之年被当时的保守党领袖迈克尔·霍华德提拔为影子财政大臣。霍华德最初提供了这个职位给前领袖威廉·黑格，但黑格以自己能力不足为由拒绝了。新闻报道表明霍华德的第二选择实际上是戴维·卡梅伦，卡梅伦也拒绝了这份工作，因为他更愿意担任主要的公共服务职务（他被任命影子教育大臣）。因此，霍华德转向奥斯本作为他的第三个选择。奥斯本的晋升使人们猜测，当霍华德下台时，他会有意角逐保守党领袖，但他在一个星期内宣布自己不会参选党领袖。奥斯本担任戴维·卡梅伦的领袖竞选运动的竞选经理，并在卡梅伦成为党领袖后留任影子财相的职位。
2009年，当卡梅伦被问到他是否愿意解雇一位密切的同事，如奥斯本时，他说：“乔治，答案是肯定的。他在我的影子内阁任职不是因为他是一个朋友，不是因为我们是对方孩子的教父，而是因为他是做这项工作的正确人选。我知道，他也知道，如果不是这样的情况，他也不会在那里。”
奥斯本对“税收简化”（包括单一税）的想法表示兴趣。他于2005年10月设立了“税务改革委员会”，调查如何创建“更单一，更简单”的税制的想法。然后，该设想中的新税制将把所得税率降低到22％，将个人免税额从4,435英镑增加到10,000英镑-15,500英镑。2010年保守党宣言不包括征收固定税的想法。
2006年至2009年，奥斯本每年都出席彼尔德伯格俱乐部年会，这是由商界、金融界和政界的有影响力的人士参加的会议。

### 对戈登·布朗的评论
在对时任财政大臣戈登·布朗2005年12月5日的预算报告的回应中，奥斯本指责布朗是“一名只做过期销售的财相，一名令英国倒退的财相”。在同一周的采访中，他还将布朗称为“残酷”和“令人不快”。2006年10月，奥斯本被下议院议长迈克尔·马丁（Michael Martin, Baron Martin of Springburn）
谴责，他在口头质问时攻击布朗，援引了时任工作和养老金大臣约翰·赫顿的评论，说布朗可能成为一位可怕的("effing awful")首相。人们普遍认为，奥斯本正在领导一场对布朗的攻击行动，这将引来保守主义者抹黑他而不损害戴维·卡梅伦的公众形象。2006年10月，奥斯本因暗示布朗是“微弱的自闭症”而面临一些人的批评。在一次采访中，他谈到自己回忆奇怪事实的能力时，主持人提醒奥斯本可能是“微弱的自闭症”；奥斯本回应说，“我们还没有到达戈登·布朗的程度”。

### 承诺配合工党政府开支计划
2007年9月，在2007年综合支出审查公布之前，奥斯本保证保守党将在未来三年内配合工党的公共支出计划。他承诺每年增加2％的公共开支，称工党指责保守党将削减公共开支的话是“一派胡言”。他还排除了所有“提前的、短期的减税”。

### 德里帕斯卡丑闻
2008年10月，奥斯本的公学和大学同学金融家内森尼尔·罗斯柴尔德说，乔治·奥斯本曾试图从俄罗斯铝业大亨奥列格·德里帕斯卡处接受50万英镑的捐款，这本来是违反禁止外国公民对英国政客献金的法律的。罗斯柴尔德曾在科孚岛的别墅举办派对，德里帕斯卡、奥斯本、彼得·曼德尔森和其他人出席。在聚会期间，德里帕斯卡的游艇上发生了所谓的募捐。
英国选举委员会收到了自由民主党内政发言人克里斯·休恩提出的正式投诉信，敦促他们对奥斯本展开调查。委员会驳回了这些声称，并说它认为“没有证据”表明犯罪。媒体普遍将这件事称为“游艇门”。

### “提挤英镑”
2008年11月14日，在BBC记者尼克·罗宾逊所描述的“相当不寻常”的干预中，奥斯本发出了警告：政府赤字越大，英镑的吸引力就越小。他说：“我们处于危险之中，如果政府不小心，英镑就会因提挤而崩溃。”戈登·布朗的财经政策被贴上“焦土政策”的标签，未来的保守党政府一定会避免，奥斯本继续说：“我的看法是布朗可能不会赢得下一次大选。保守党上台之后可以清除这个混乱。”

### 赔付报销
在2009年和2012年，奥斯本因为他的不当开支报销，特别是为他在柴郡马格斯菲特的地产报销按揭利息而被批评。2001年成为国会议员之前，奥斯本伉俪在柴郡以四十五万五千英镑的价格购买了一座乡村农舍及其周围的牧场，以此为其伦敦的住所按揭申请延期。接着，2003年，他为其柴郡的地产申请了四十五万英镑“仅付利息贷款”（interest-only）抵押担保，然后将其认定为第二住所，但没有说明其附带牧场。因此，他在2003年至2010年报销规则改变这七年间，能够为房屋和牧场的按揭贷款利息报销高达10万英镑。2011年，他将农舍与牧场以一百万英镑价格出售。2012年媒体披露，牧场事先已经与农舍合法地分离开了。
自民党说他有“道义上的责任”，将他作为主要住宅认证或“炒卖”的伦敦房产所得的资本收益税大约55000英镑返还给国库。他曾在工党活动家投诉后偿还了1193英镑的按揭利息和支付乘坐交通工具票价的超额报销，并且又发现他已经为自己的演讲《公帑的价值》的DVD报销了47镑。国会标准专员的报告说，虽然奥斯本先生违反了国会规则，但罪行是“无意的和相对较小的”。奥斯本说他收到了“有缺陷的”建议，没有使个人受益。

### 2010年大选
在2010年大选期间，奥斯本被认为因他的不受欢迎而被边缘化，工党和自民党的策略家则觉得他是保守党的“短板”。

## 财政大臣

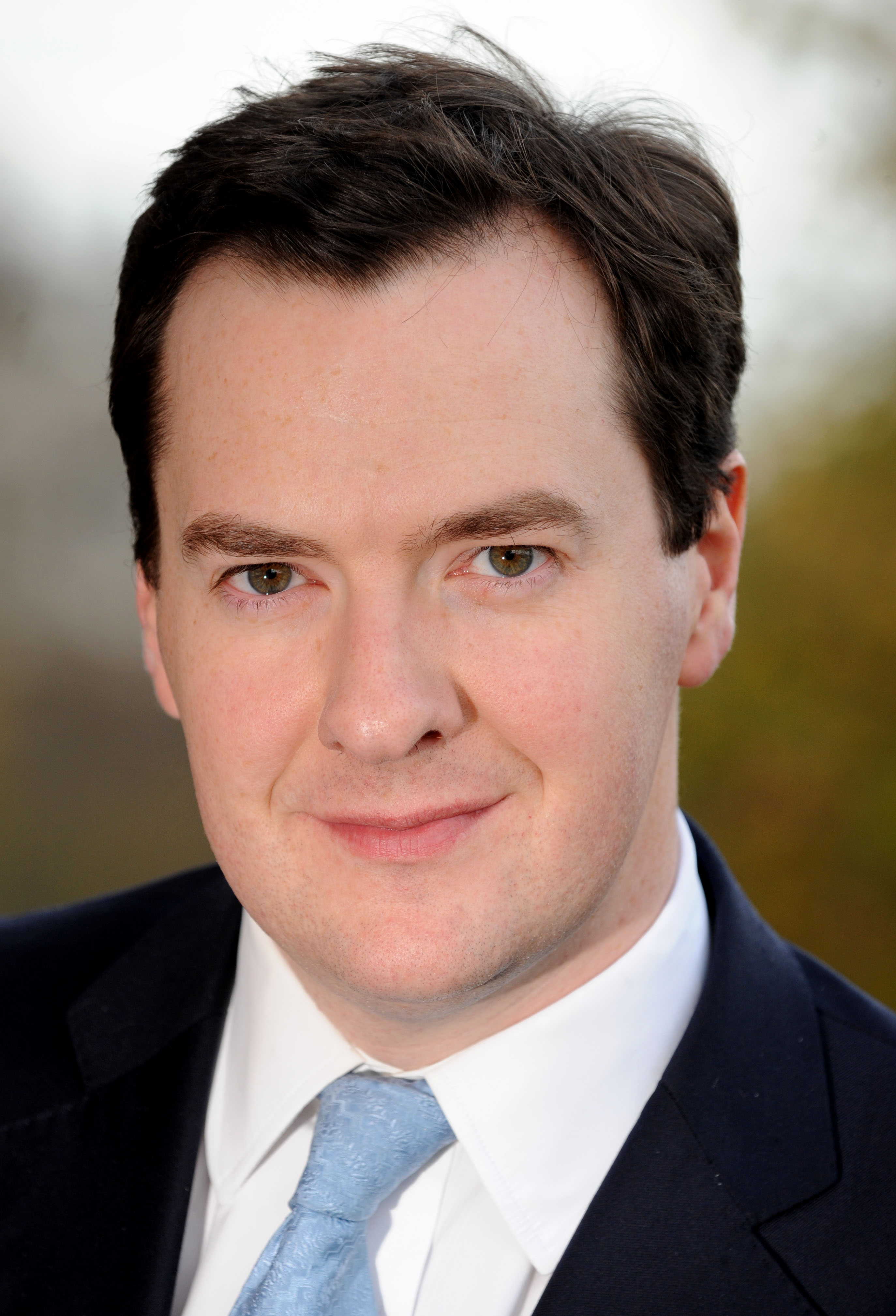

### 削减政府开支（2010年）
奥斯本于2010年5月11日被任命为财政大臣，根据内阁大臣的传统，第二天他宣誓就职枢密院顾问官。奥斯本在金融危机持续的时候成为财政大臣。他上任后立即采取的行动有两个，即设立预算责任办公室和进行政府范围的支出审查，于2010年秋季完成，所有政府部门2014-15年度之后的开支计划不被批准。在2010年大选之前不久，奥斯本曾承诺要对英国的预算赤字进行“比撒切尔更强硬”的削减，他正确地设定了减少英国赤字的目标，以至于在2015-16年财政年度，公共债务总额将下降为GDP的一小部分。2010年5月24日，奥斯本公布了62亿英镑的削减：“我们根本不能每周增加30亿英镑的公共债务。”当年6月泄漏的财政部文件透露，奥斯本预计他的更严格的开支削减计划将导致在本届议会任期内（五年），全国失去130万份工作机会。奥斯本称他的反对者为“赤字否认者”。
2010年7月，奥斯本，寻求削减高达25％的政府支出来解决赤字，价值20亿英镑的四艘前卫级弹道导弹核潜艇的建造项目被国防部视为核心项目，奥斯本的削减计划意味着这一项目的剩余预算被大大削减。国防大臣利亚姆·福克斯警告说，如果三叉戟被视为核心经费，就必须严格限制英国军事行动的方式。
奥斯本在10月20日提交了政府的支出审查，其中为每个政府部门制定的固定支出预算到2014-15年为止。在成为财政大臣之前和之后，奥斯本声称英国处于“破产的边缘”，虽然这一说法被财政专责委员会和其他人批评为试图证明其支出削减计划的合理性。
2010年10月4日，在伯明翰保守党年会的一次演讲中，奥斯本宣布了单个家庭可以从国家获得的福利总额的上限，估计从2013年起每周约500英镑。据估计，这可能导致大约5万失业家庭平均每周损失93英镑。他还宣布，他将结束儿童福利的普遍应享权，以及自2013年起调整所得税率由50%下降到40%。

### 出售诺森罗克银行（2011年）
2011年2月，奥斯本宣布了梅林计划，五大银行苏格兰皇家银行、香港-上海汇丰银行、巴克莱银行、劳埃德银行以及西班牙桑坦德银行计划在2011年为企业提供约1900亿英镑商业贷款（包括760亿英镑给中小型企业），并削减津贴，公示高薪人士的一些工资细节，同时向银行增加征税八亿英镑。自由民主党籍的财政部发言人马修·奥克肖特勋爵在协议宣布后辞职。其他承诺包括为首相戴维·卡梅伦的大社会银行项目提供2亿英镑的资本，该银行为社区项目提供资金。
2011年11月，奥斯本将诺森罗克银行以7.47亿到10亿英镑的价格卖给理查德·布兰森的维珍集团旗下的维珍金融。诺森罗克银行是150年来第一家遭受银行挤兑的英国银行，2008年2月被政府收购暂时成为国营企业，然后在2010年1月1日分为两个实体，另一半是诺森罗克资产管理有限公司。《独立报》报道被卖实体为银行的“断腕”，同时说纳税人仍保留了“200亿英镑的有毒资产的责任，如坏账和封闭按揭”。该交易使银行的净资产价值略低于11.2亿英镑，而对纳税人而言，“铁定最低损失”为3.73亿英镑至4.53亿英镑。奥斯本认为这笔交易会得到“比任何其他交易都更让政府受益。”并回应了关于时机的担忧，说前工党政府和布鲁塞尔欧盟委员会之间的秘密交易要求他们在2013年或之前出售该银行，我们知道至少2012年之前诺森罗克银行会一直亏损，这将进一步耗尽纳税人的资源，同意拍卖计划现在更加迫切。”

### 2012年
2012年的预算被反对党领袖爱德·米利班德称为“完全错乱的（Omnishambles）预算”，被认为是奥斯本政治事业的最低点。奥斯本将高收入者的所得税率从50%下调到45%，他说50%这个数字被他的前任特意指定为“临时性的”。英国税务及海关总署（HMRC）的数据显示，新税率下的额外税从2012/13年度的380亿英镑增加到2013/14年度的460亿英镑，奥斯本说，这是由于“竞争”更充分。
奥斯本因提出对加热出售的食物如康沃尔肉馅饼征收增值税而受批评。批评者评论了对供应商的潜在影响，以及财政专责委员会的委员评价奥斯本没有经验的问题，他“不会记得”最后一次从Greggs买肉饼是什么时候。肉饼税的建议后来取消，这被视为是政治上的“调头”,以及削减对慈善捐赠和房车屋的税收减免政策。
2012年10月，奥斯本提出了一项提高就业的新政策，根据该政策，公司能够提供价值在2000英镑和50000英镑之间的股份给新员工，但受雇人将可能被不合理解雇和失去培训休假的权利。
2012年，奥斯本致函美国联邦储备主席本·伯南克，帮助汇丰银行的领导避免刑事指控，因为该银行参与洗钱和向受制裁国家汇款。奥斯本说，如果汇丰银行在美国失去银行执照，这可能对欧洲和亚洲的金融市场产生消极后果。汇丰银行避免了刑事指控，并向美国司法部缴纳了192亿美元的罚款。

### 财政赤字

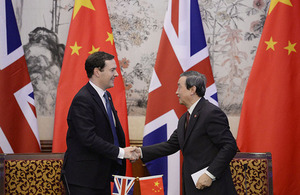
2013年奥斯本在北京与中国国务院副总理马凯会晤

2013年2月，英国失去了AAA信用评级（奥斯本在上台时表示自己将竭尽全力保住3A评级），是1978年以来的第一次。他2013年3月的预算是在预算责任办公室对经济增长预测从1.2％下调到0.6％的大背景下产生的。它被《每日电讯报》的经济版编辑描述为“在财政大臣的‘理想英国’的旗帜下的创造性、分散性的满足政策评论员的办法。”然而，它受到公众的积极接受，随之而来的是保守党支持率与去年预算公布时的民意调查数据相比明显提高。经济随后在2013年年中开始回升，奥斯本的公众认可评级在接下来的12个月内从-33升至+3。
到2015年3月，年度赤字减少到最初目标的一半左右，因此债务在GDP中的比率仍在上升。然而，英国国债在这五年间比过去13年（工党执政期间）增加了更多。
然而，由于英国脱欧公投造成的不确定性，大选后经济恶化。《卫报》在2016年7月回顾了他的在职表现，说英国仍然有4％的预算赤字，国际收支赤字占国内生产总值的7％，而意大利则是七国集团中表现最差的。包括2010-2016年期间的英国国家统计局图表显示贸易赤字的恶化。

### 2015年5月至2016年
在保守党在2015年大选中赢得了大多数席位后，奥斯本在卡梅伦第二届政府中仍任财政大臣。奥斯本还获得了第一国务大臣的荣誉称号。

#### 2015年7月预算案
5月16日，奥斯本宣布他将于7月8日提交第二份预算，并承诺通过引入“谷歌税”，旨在阻止大公司因英国的税收政策将利润从英国转移出去的行动。此外，大公司现在必须公布他们的英国税务战略，任何坚持从事积极税务规划的大型企业都将被采取特别措施；然而奥斯本因在2003年做客BBC2台《Daily Politics》节目时谈论过关于避免遗产税和使用“聪明的金融产品”将房主的财产传给子女的问题，被政治家和记者们广泛批评为虚伪的。
第二个预算案还增加了全国医疗服务的资金，更多的鼓励学徒制，努力提高生产率和削减福利预算。作为回应，保守党领导的地方政府协会代表375个由保守党、工党或自由民主党掌管的地方议会表示，进一步的紧缩措施是“不可选择”的，因为他们会“摧毁”地方服务。他们说，地方议会自2010年以来已经不得不削减40％的开支，如果继续削减，将会对最弱势群体造成严重后果。在预算制定之后，许多部门被告知要在2019-20年之前将支出削减从25％提高到40％。这使人们担心公共服务会理所当然的被打击，并担心保守党在2015年5月大选前的宣言没有清楚解释政策。
奥斯本宣布“全国最低生活工资”到2020年将从7.20英镑/小时上升到9英镑/小时，适用于25岁或以上。这被保守党议员和政治评论家广泛欢迎。他还宣布将个人所得税免税额提高至11000英镑；以稅務優惠鼓勵大型公司設立学徒制，目標是到2020年有300万新学徒；并将福利上限削减到伦敦23000英镑，全国其他地区削减到20000英镑。七月份的预算还推迟了2019-2020年度英国财政盈余的到来，并包括在未来五年额外追加180亿英镑的借款。在7月预算中，奥斯本还计划削减税款抵免，增加低收入工人的薪酬，使人们声称这违反了在5月大选首相卡梅伦做出的承诺。随着公众的反对和上议院投票反对这些变化，奥斯本在2015年秋季声明中废除了这些变更，称高于预期的税收给了他制定政策的更大机动空间。英国经济智库财政研究所指出，奥斯本的建议意味着，税款抵免仍将被削减，在2018年改为通用福利金的一部分。

#### 金融服务监管局
2015年7月，奥斯本被财政专责委员会工党籍委员约翰·曼批评为破坏监管机构的独立性，因为奥斯本解雇了金融服务监管局局长马丁·惠特利。惠特利在支付保护保险丑闻之后打击投机欺骗并罚款14亿英镑的行为激怒了银行。奥斯本也因不执行由经济合作与发展组织制定的打击避税政策而被批评。2016年1月，当财政部溯及税务协议同意谷歌只补缴过去十年间在英国避税总额的3%被泄露时，议员呼吁调查。

#### BBC电视许可费
根据《卫报》报道，奥斯本是“BBC电视牌照费协议的幕后推手”，BBC將需要為75歲以上人士承擔电视牌照费，意味着它將會损失近20％的收入。《卫报》还指出，奥斯本与新闻集团的代表举行了四次会议，并在宣布協議之前与默多克公司举行了两次会议。

#### 2016年预算
在奥斯本的2016年预算中，他推出了糖税，将所得税免税额提高到11500英镑，并将40％的所得税门槛提高到45000英镑。他还为几个大型基础设施项目提供了初期资金，如3号高速铁路（横跨英格兰北部的东西铁路干线）、2号十字铁路（跨越伦敦的南北铁路线）和M62号高速公路中一条贯穿奔宁山脉的隧道升级维护。并为40岁以下的英国公民提供新的“终生”个人储蓄账户（ISA），每节省4英镑就能得到1英镑。那些每年为住房储蓄省下4000英镑的人，政府承诺在他们50岁之前每年为他们的账户充值1000英镑。还有1亿英镑用于解决露宿者。然而，许多慈善机构抱怨说，他们认为奥斯本的2016年预算有利于大企业，而不是残疾人。
到2016年8月，已有超過50万人开立了新个人储蓄账户希望作为住房储蓄使用，结果卻发现要等到房產交易完成後始会支付奖金，这个缺陷曝光后，奥斯本被每日邮报批评，导致专家称该计划是“无用”和“骗局”。

## 回到后座
2016年7月13日，特蕾莎·梅任首相之后，奥斯本被解雇，外交大臣菲利普·哈蒙德取代他成为财政大臣。奥斯本回到后座。2016年8月4日，据透露，奥斯本曾被即将卸任的首相戴维·卡梅伦授予名誉勋位。与卡梅伦不同，奥斯本打算在2020年连任国会议员，虽然他的塔顿选区可能在拟议的选区边界变化后消失。在2016年9月，他发起了北方经济引擎合作伙伴关系，这是一个聚集商业领袖和政治家以促进区域经济发展和权力下放的机构。
奥斯本也成为麦凯恩国际领导力研究所研究员。尽管该研究所位于美国亚利桑那州，但他仍会留在伦敦办公。
到2016年10月，他正在写一本名为《不合理的时代》的书；它是对“民粹民族主义”的讽刺。奥斯本被解雇后，他因经常出席金融企业的会议发表演讲而获得丰厚回报，使他成为2016年收入最高的国会议员。在2017年2月，他将开始担任世界上最大的基金经理公司贝莱德的兼职顾问。这需要英国商业任命咨询委员会的批准，奥斯本任财政大臣期间被认为“没有具体的政策决定……会影响贝莱德”，财政部常务秘书表示对奥斯本的任命“不担心”。
2017年大选前，他宣布不再连任国会议员，但他不排除以后的回归国会，“现在写回忆录还为时尚早”，“不想仅以‘前财政大臣’的头衔了此余生，我想要新的挑战。”

## 新闻事业
2017年3月，他成为《伦敦标准晚报》的侯任主编，当年5月正式就任。由于但是他还是国会议员，所以这样的兼职受到一些人批评，有议员担心利益冲突以及有辱议员之体，也有人称奥斯本新闻历练不足。他也被指责违反商业任用咨询委员会的关于前大臣就业的规则，未经委员会的同意接受主编一职。
时事讽刺杂志《第三只眼》披露了《伦敦标准晚报》老板叶甫根尼·列别杰夫与奥斯本的关系。奥斯本任财政大臣时，经常承诺向“标准慈善运动”拨款。如2015年他提议读者为伦敦标准晚报的大奥蒙德街医院倡议捐款150万英镑。这份报纸在2015年伦敦最有影响力的“时代潮头1000人”评比中将奥斯本列为第一。奥斯本在财政大臣任内未能解决有利于非英国国居民税收状况，列别杰夫被认为受益于此，而列别杰夫的报纸在2015年大选和2016年大伦敦市长选举中都强烈支持保守党。
2017年6月11日，奥斯本称首相特蕾莎·梅是“行尸走肉”。9月，据《时尚先生》杂志披露，奥斯本与《标准晚报》的同事评论特蕾莎·梅时讲到在梅成为“我冰箱里的尸块”之前自己永不满足。奥斯本对梅一直不友善，他没有直接评论这件事，尽管他面临着批评。然而，将近一周后，《标准晚报》发表了一篇社论，被解释为奥斯本向特蕾莎·梅的道歉。社论说，首相的脱欧政策被人以“尖刻的话”评论过，但“过度的言论，即使是开玩笑”也是不能容许的。

## 斯坦福大学访问学者
2017年9月，奥斯本被任命为胡佛研究所杰出访问研究员和斯坦福大学商学院主任研究员，负责研究国际政治和全球经济。

## 政治观点
《金融时报》将奥斯本描述为“大都市的社会自由主义者，他对外交政策有所左右，与华盛顿的新保守派交从过密，意识形态上奥斯本致力于削减国家的作用，还是务实的欧洲怀疑主义者。”有证据表明，在其党的宣言承诺中削减国家作用，奥斯本和保守党寻求削减赤字“更快更深”比任何其他主要方面都坚定，以及承诺各种减税，如遗产税和国民保险。根据2010年大选前的财政研究所报告，保守党需要找到更多的钱，他们描述的开支削减超过任何其他主要政党，虽然报告也批评工党和自由民主党。奥斯本指出，在2008年银行危机之后，英国经济应减少对伦敦的依赖，最明显的是北方经济引擎政策，其目的是改善英格兰北部地区的基础设施尤其是运输联系，促进北方城市的科学和技术投资，以增加经济产出。

## 与中国的关系
歐思邦上任後空前重視中英關係，從亞投行事件後開始逐漸明朗化，2015年9月訪華之旅歐思邦開宗明義表示「英国必须成为中国在西方最好的贸易伙伴」表示其也在執行首相的政策，
同行的还有英国商务大臣薩吉德·賈偉德、气候与能源变化大臣安珀·路德以及财政部商务秘书（副大臣）吉姆·奧尼爾勋爵。他在上海證券交易所發表演說，強調中國仍是未來世界經濟的主要驅動力，兩國有機會創造「黃金十年」。之後前往四川成都與新疆烏魯木齊，成為史上第一位造訪中國內陸城市的英國財政大臣，他進一步表示這是為了支持中方「一帶一路」與促進基礎設施建設的戰略。歐思邦主要戰略就一直積極布局想要成為離岸人民幣交易中心，並表態支持人民幣納入SDR。
气候与能源变化大臣安珀·路德是歐思邦人馬之一，同時認為能源合作可以帶動中英雙邊經濟，在訪華中表示中國可望主導建造位於英格蘭東部艾塞克斯郡一座中方設計的核電廠，造價約20億英鎊，這將是西方世界第一座由中方設計的核電廠。英國並出面提供資金擔保，英國當局希望新核電廠完工後，可以供應全英國7%的電力且無碳排放。
歐思邦任內中英達成48項合作協議，並簽署公共私營合作制備忘錄，並承諾英國金融城協會、英中貿易協會參與上海自貿區建設。
乔治·奥斯本强烈支持中华人民共和国参与敏感行业如欣克利角C核电站引来人们的批评。内政大臣特蕾莎·梅对奥斯本对中国人的“工合”（gung-ho，引申作过分热情）态度感到不满，她反对该项目。梅任首相后，该项目被推迟。在2015年，梅的政治顾问尼克·蒂莫西表示担心中国正在有实际地收买英国对中国人权状况的沉默，并批评戴维·卡梅伦和奥斯本“没有将我们的国家安全卖给中国有理性的担心”并且“政府似乎故意忽略安全和情报机构的建议。”他警告说，中国人可以在计划中发挥自己的作用（设计和建造核反应堆）轻易地关闭英国的能源供应“......再大额的贸易和投资也不能成为敌对国家控制本国关键基础设施的理由。”

## 政治关系
奥斯本与卡梅伦关系密切，被人称为“诺丁山派”，如果卡梅伦离任首相，他被广泛地视为卡梅伦的继任者，尽管相对不受公众欢迎。保守党议员纳德信·扎哈维称他与戴维·卡梅伦的亲密关系意味着2010-16年间政府有两个权力中心，而评论员指出他在历次内阁改组中扮演重要角色，他的多名部下都晋升内阁。他的2012年预算被广泛批评后，他努力重建自己的形象。
在下议院辩论期间，《每日电讯报》的编辑迈克尔·迪肯（Michael Deacon）将他描述为“国会的诙谐王子”，他设法在一句话中嘲弄了时任影子财政大臣埃德·鲍斯和影子内政副大臣诺曼·贝克。奥斯本否认自己曾称保守党前领袖伊恩·邓肯·史密斯不够聪明。
2016年6月28日，奥斯本声称他不是目前党需要的“提供团结的人”，不参选党领袖。

## 私人生活
1998年4月4日，奥斯本与保守党籍前交通大臣豪威尔勋爵的大女儿、作家弗朗西斯·维多利亚·霍威尔（Frances Victoria Howell）结婚。他們有一子一女，兒子於2001年6月15日出生在威斯敏斯特，女兒於2003年6月27日出生在同地。
他本人是爱尔兰沃特福德郡的鮑倫泰勒（Ballentaylor）和巴莱雷蒙（Ballylemon）的奧斯本從男爵爵位繼承人。
奥斯本被估计拥有约400万英镑的个人财富，作为一个信托基金的受益人，该基金拥有他的父亲彼得·奥斯本共同创办的壁纸和面料公司Osborne＆Little的15％股份。

## 深度阅读
- Ganesh, Janan.  [紧缩财相奥斯本]. Biteback. 2012. ISBN 978-1849542142.